# Мокино (Псковская область)
Мокино — деревня в Краснопрудской волости Псковского района Псковской области России.
Расположена в 2 км к юго-западу от волостного центра Кирово и в 38 км к югу от города Пскова.
Численность населения деревни по состоянию на 2000 год составляла 25 жителей.